# Pomnik „Twórców Wielkiego Widzewa”
Artykuł ten został zgłoszony do umieszczenia na stronie głównej w rubryce „Czy wiesz”.
Pomóż nam go sprawdzić: oceń zgłoszoną nominację.
Pomnik „Twórców Wielkiego Widzewa” – pomnik autorstwa Sławomira Micka, odsłonięty w 2018 roku, upamiętniający twórców największych sukcesów sekcji piłkarskiej klubu Widzew Łódź, zlokalizowany przy al. marsz. Józefa Piłsudskiego 138 w Łodzi.  

## Historia powstania
Pomysł pomnika został zgłoszony w 2016 roku do Łódzkiego Budżetu Obywatelskiego przez Tomasza Sadłeckiego – dyrektora projektów klubowych i IT w Widzewie. W pierwotnym zamierzeniu miał upamiętniać dawnego prezesa klubu – Ludwika Sobolewskiego. Jednakowoż zdecydowano się na upamiętnienie grupy twórców największych sukcesów klubu, w związku ustawą dekomunizacyjną, zabraniającą upamiętniania działaczy komunistycznych, do których należał Sobolewski.
W wyniku głosowania mieszkańców Łodzi, projekt zyskał możliwość realizacji. Odsłonięcia dokonano 1 grudnia 2018 roku przed meczem Widzew Łódź – Stal Stalowa Wola w ramach rozgrywek II ligi piłki nożnej (2018/2019). Wstęgę przecięli: prezes Widzewa – Przemysław Klementowski, dyrektor Wydziału Sportu Urzędu Miasta Łodzi – Marek Kondraciuk i były zawodnik klubu – Krzysztof Kamiński. Poświęcenia monumentu dokonał ksiądz Paweł Miziołek.
Celem pomnika jest przypominanie o największych sukcesach klubu z lat 70. i 80. XX w. oraz inspirowanie do dokonywania kolejnych osiągnięć.
Koszt budowy wyniósł 370 tys. zł.

## Architektura
Twórcą projektu i realizacji pomnika jest Sławomir Micek.  
Pomnik ma 8,5 m wysokości i zbudowany jest z 3 ton stali nierdzewnej. Monument ma formę pucharu – przedstawia piłkę umieszczoną na ośmiokątnej podstawie i oplecioną żaglem, w którym znajduje się obracający herb klubu. Na cokole znajduje się przesłanie pomnika:

Twórcom Wielkiego Widzewa

Na żaglu znajduje się inskrypcja, stanowiąca cytat słów Ludwika Sobolewskiego:

Dla mnie Widzew, to cały świat.